# HD 187123 c
HD 187123 c es un planeta extrasolar situado a unos 156 años luz de distancia en la constelación de Cygnus, orbitando la estrella HD 187123. Este planeta fue descubierto en 1998 y publicado en 2006. El radio de la órbita del planeta es 4.80 UA, 113 veces más lejos de la estrella que su primera compañera. Esto le toma 10 años en órbitar. Como es típico de los planetas a muy largo plazo, la órbita es excéntrica, se le referencia  como un "Júpiter excéntrico". En periastro, la distancia orbital es de 3,60 UA y en apastrón, la distancia es de 6.00 UA. La masa del planeta es casi dos veces la de Júpiter, pero es probable que sea de menor tamaño que el planeta interior.